# Шимковичова, Мартина
Мартина Шимковичова (словац. Martina Šimkovičová, по первому мужу Бартошикова, Bartošíková, урождённая Бучуричова, Bučuričová; род. 29 августа 1971, Модра, Братиславский край) — словацкая телеведущая, политический и государственный деятель. Министр культуры Словакии с 25 октября 2023 года. В прошлом — депутат Национального совета Словакии (2016—2020).

## Биография
Родилась 29 августа 1971 года в городе Модра в Чехословакии. Имеет двух старших сестёр — Еву и Даду.
Изучала специальную педагогику. Получила степень магистра, а затем доктора педагогики (PaedDr.) в Университете имени Я. А. Коменского в Братиславе.
Работала в дистрибьюторской компании.
В 1998 году начала работать на крупнейшем частном коммерческом телеканале Markíza, генеральным директором которого был Павол Руско. В том же году управление телеканалом захватил Мариан Кочнер.
Первоначально Шимковичова была ведущей спортивных новостей. В 2005 году Шимковичова вместе с Патриком Швайдой начала вести главную новостную программу Televízne noviny. В 2010 году она начала вести танцевальное шоу Let's Dance — словацкую версию «Танцев со звёздами».
После рождения в 2013 году третьего ребёнка, дочери Софии, Шимковичова сделала перерыв в карьере и ушла в декретный отпуск.
В феврале 2015 года вернулась на телеканал Markíza ведущей шоу сплетен о знаменитостях Reflex špeciál. Вышло только пять выпусков шоу. Однако летом была уволена за публикацию на своей странице в Facebook, разжигающую ненависть к беженцам от войны в Сирии.
После своего увольнения прежде аполитичная Шимковичова превратилась в звезду ультраправых СМИ
. Она была главным лицом неудачной попытки запустить телеканал INTV соответствующей направленности. В 2018 году номинировалась Институтом прав человека на звание гомофоба года. С 2021 года является ведущей интернет-телевидения Slovan, известном, как отмечает словацкий проект O médiách, управляемый медиааналитиком Мирославой Керновой, трансляцией установок российской пропаганды, поддержкой антиваксеров, гомофобными заявлениями и сотрудничеством с крайне правыми партиями.

## Политическая карьера
По результатам парламентских выборов 2016 года избрана депутатом от партии «Мы — семья». Однако в июне лидер партии Борис Коллар исключил её из фракции вместе с Петером Марчеком и Растиславом Голубеком (Rastislav Holúbek) за нарушение партийной дисциплины. Шимковичова до конца срока оставалась внефракционным депутатом.
На выборах в Европейский парламент 2019 года возглавляла партийный список партии «Мэры и независимые кандидаты» (Starostovia a nezávislí kandidáti).
На парламентских выборах 2020 года возглавила партийный список партии «Голос народа», существовавшей в 2018—2021 годах. Лидером партии был Петер Марчек. Партия не преодолела 5-процентный барьер. В 2021 году создана партия «Республика», которая поглотила «Голос народа».
По результатам парламентских выборов 2023 года избрана депутатом от Словацкой национальной партии. Была 12-й в партийном списке. После назначения в правительство её мандат перешёл к Адаму Лучанскому (Adam Lučanský).
25 октября 2023 года назначена министром культуры Словакии в правительстве под руководством премьер-министра Роберта Фицо («Направление — социальная демократия»). Петиция, требующая её увольнения, всего за неделю собрала более 180 тысяч подписей, что больше количества голосов, отданных за её партию на выборах.

## Личная жизнь
Является матерью троих детей. Имеет дочь Петру от первого брака, которую родила на втором курсе университета. С её отцом — господином Бартошиком (Bartošík), с которым встречалась с 16 лет, развелась через два года. Дочь носит также фамилию второго мужа — Шимковичова.
В 2005 году вышла замуж за бизнесмена Игора Шимковича (Igor Šimkovič). От этого брака имеет ещё двух детей. В 2019 году пара развелась.

## Награды
Получила две премии TOM, вручаемые телеведущим телеканалом Markíza.
Получила три премии OTO (2004, 2005, 2006), вручаемые телеведущим в эфире STV 1.